# ويليام باغلي (تربوي)
ويليام تشاندلر باغلي (15 مارس 1874، ديترويت - 1 يوليو 1946، مدينة نيويورك)، كان تربويًا ومُحرّرًا أمريكيًا. تخرج عام 1895 من كلية ميشيغان الحكومية الزراعية، المعروفة حاليًا بجامعة ميشيغان الحكومية؛ وحصل على درجة الماجستير عام 1898 من جامعة ويسكونسن-ماديسون؛ وحصل على درجة الدكتوراه من جامعة كورنيل عام 1900.